# 國際極地年

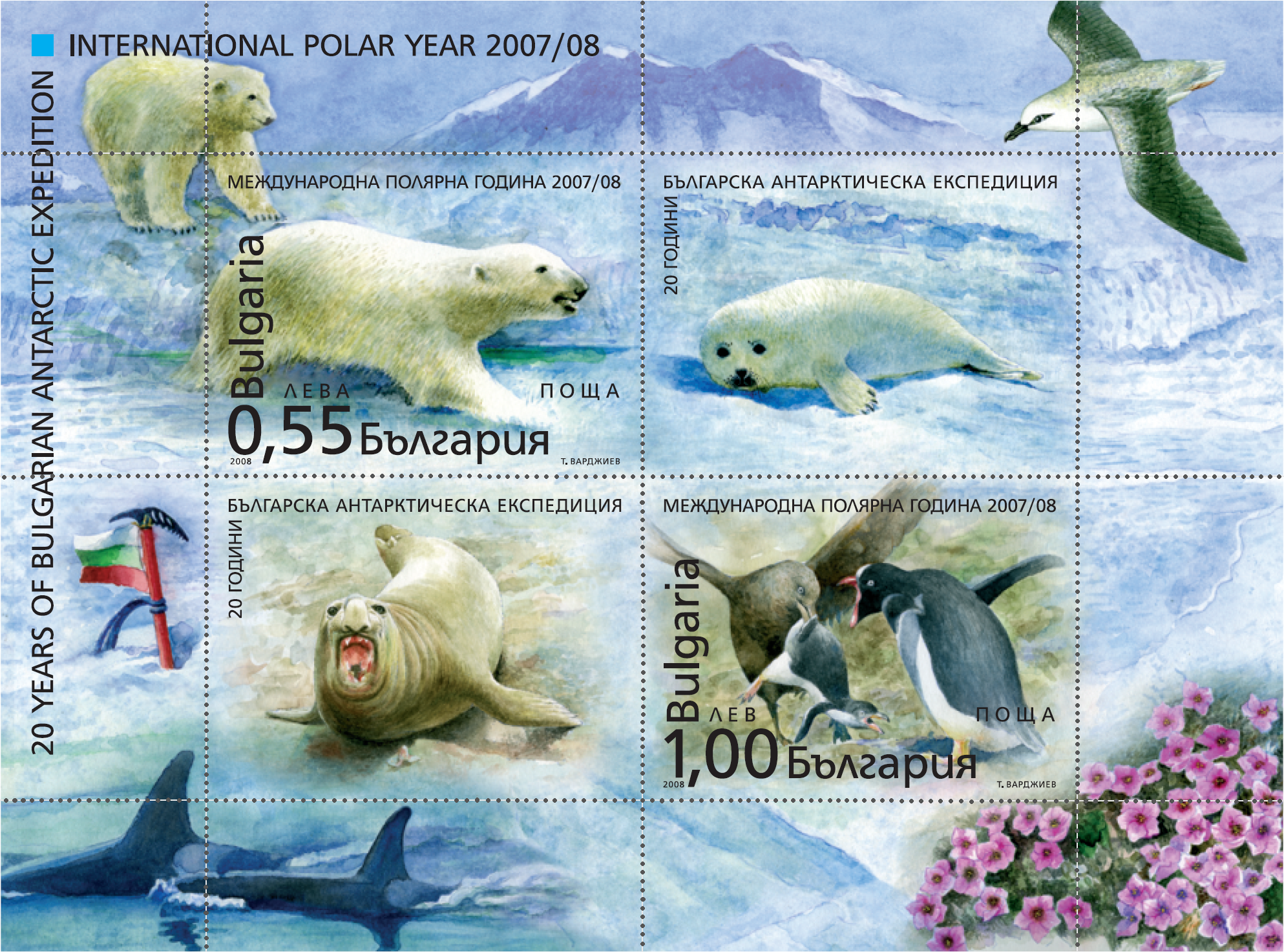
國際極地年

國際極地年（International Polar Year）是一項國際南北極科學考察的重要活動，由國際科學理事會和世界氣象組織主辦，約五十年舉辦一次，第一次舉辦於1882年，最近一次於2007年舉辦，合共舉辦了四次。其活動目的是將科學家在極地上各時間、地點的研究整合，並界定重要的項目分工，藉以研究冰床消融、氣候變遷及極地環境變化等議題，並向普羅大眾介紹極地如何影響人類的生活，如何更好的保护环境。